# 米克斯·迪斯柯魯德
米克斯·迪斯柯魯德（英語：Mix Diskerud；1990年10月2日—）是美國的一位足球運動員，在場上的位置是中場。除了代表俱樂部參賽之外，迪斯柯魯德也是美國國家足球隊的一員並且代表美國參加了2014年世界杯足球賽。